# Лагетта
Лаге́тта (лат. Lagétta) — род деревянистых растений семейства Волчниковые (Thymelaeaceae).

## Распространение
Виды рода встречаются на островах Куба, Гаити и Ямайка.

## Таксономия
Род Лагетта включает 3 вида:
- Lagetta lagetto (Sw.) Nash (1908) — Кружевное дерево
- Lagetta valenzuelana A.Rich. (1850)
- Lagetta wrightiana Krug & Urb. (1892)